# Le Sauze-du-Lac
Le Sauze-du-Lac ist eine französische Gemeinde im Département Hautes-Alpes in der Region Provence-Alpes-Côte d’Azur. Sie gehört zum Kanton Chorges im Arrondissement Gap.

## Geografie
Die Gemeinde grenzt an Pontis, Le Lauzet-Ubaye, Ubaye-Serre-Ponçon, Rousset-Serre-Ponçon und Chorges und wird im Westen vom Lac de Serre-Ponçon flankiert. Savines-le-Lac liegt 9,1 km nordwestlich und Gap 20,6 km nördlich von Le Sauze-du-Lac.

## Geschichte
Lateinische Ortsnamen waren „Salix“ und „Saule“.

### Bevölkerungsentwicklung
| Jahr      | 1962 | 1968 | 1975 | 1982 | 1990 | 1999 | 2006 | 2014 |
| --------- | ---- | ---- | ---- | ---- | ---- | ---- | ---- | ---- |
| Einwohner | 74   | 72   | 68   | 55   | 72   | 87   | 121  | 143  |

## Sport
Im Jahr 2024 führte die Tour de France auf der 18. Etappe durch Le Sauze-du-Lac. Auf der D954 wurde mit der Côte des Demoiselles Coiffées (1031 m) eine Bergwertung der 3. Kategorie abgenommen. Diese wies auf einer Länge von 3,6 Kilometern eine durchschnittliche Steigung von 5,4 % auf. Der Pole Michał Kwiatkowski gewann die Bergwertung.